# Anna Christie
Anna Christie är en amerikansk dramafilm från 1930. Den regisserades av Clarence Brown, Frances Marion skrev manus utifrån Eugene O'Neills pulitzerbelönade pjäs från 1921. Filmen var Greta Garbos första talfilm.
Filmen hade biopremiär i Sverige den 12 januari 1931.

## Handling
Anna Christie (Greta Garbo) återvänder till sin far Chris Christopherson (George F. Marion), som inte sett henne sedan hon var liten. Han är kapten på en lastpråm. Matt Burke (Charles Bickford), en sjöman som fadern räddat förälskar sig i henne. Fadern vill dock inte att dottern ska gifta sig med en sjöman som han själv. Anna berättar om sitt förflutna som prostituerad och männen blir arga och lämnar henne. Slutligen förlåter Anna fadern för att han inte varit en del av hennes uppväxt och Matt förlåter Anna för att hon varit prostituerad och fadern låter dem gifta sig. 

## Rollista (i urval)
- Greta Garbo – Anna Christie
- Charles Bickford – Matt Burke

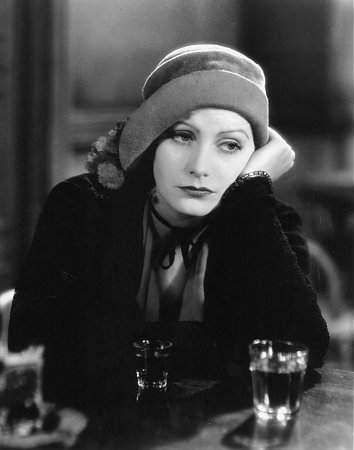
Greta Garbo i sin ljudfilmsdebut.

- George F. Marion – Chris Christofferson
- Marie Dressler – Marthy Owens
- James T. Mack – Johnny the Harp
- Lee Phelps – Larry, Bartender